# دبستان مذاهب
دبستان مذاهب کتابی‌ است که در آن به دین‌ها و آیین های به‌ ویژه خاوری پرداخته شده است. این کتاب از نوشته‌های متأخر پارسیان هند است. در این کتاب شرحی نیز از داستان زندگی سنتی زرتشت و مزدیسنا آمده‌ است. نویسندهٔ آن موبدی زرتشتی به نام کی‌خسرو اسفندیار پسر آذرکیوان و از پیروان آذرکیوانیه بوده است. نسخهٔ تصحیح شدهٔ این کتاب به‌دست رحیم رضازاده ملک به سال ۱۳۶۲ در ایران به چاپ رسیده است. پژوهشگرانی چون هاشم رضی این کتاب را برای پژوهش دربارهٔ مزدیسنا قابل اعتماد نمی‌دانند.
می‌نماید که نویسنده در شرح زندگی زرتشت از دیوان زراتشت‌نامه پیروی کرده باشد چه که جابه‌جا شعرهای این کتاب را هم در نثر گنجانده است. نویسنده همچنین می‌کوشد تا فلسفه‌ای را که آذرکیوان با آمیزش حکمت اشراق و مزدیسنا در هندوستان پدید آورد را در این کتاب به رخ کشد.
گروهی به غلط محسن فانی را نویسندهٔ این کتاب پنداشته‌اند. برخی نیز میرذوالفقار اردستانی معروف به موبد را که در سدهٔ یازدهم هجری می‌زیسته را نویسندهٔ این کتاب دانسته‌اند.

## نقد
احمد مهدوی دامغانی در مورد این کتاب می‌گوید:
سرتاسر کتاب آمیخته‌ای از مطالب غث و سمین، صحیح و سقیم است، و بسیاری از مندرجات آن مجعولات و مخترعاتی است که با تزویر و تقلب به‌وسیلهٔ فراهم‌آورنده یا فراهم‌آورندگان آن جعل و اختراع شده‌است که گاه این جعلیات با چنان حماقت و بلاهتی آلوده‌است که خوانندهٔ بی‌طرف را در سوء نیت مؤلف کتاب و دشمنی آشکار او با اسلام مطمئن می‌سازد.
مهدوی دامغانی می‌افزاید مطالب این کتاب را مؤلف از افرادی نچندان نامدار و محقق شنیده‌است.